# Conchapelopia telema
Conchapelopia telema är en tvåvingeart som beskrevs av Roback 1971. Conchapelopia telema ingår i släktet Conchapelopia och familjen fjädermyggor. Inga underarter finns listade i Catalogue of Life.